# غطاس جونين
غطاس جونين (الاسم العلمي: Podiceps taczanowskii) (بالإنجليزية: Junin Grebe)‏ هو نوع من الطيور يتبع جنس الغطاس من الفصيلة الغطاسية.